# مکس کاسلا
 مکس کاسلا (به انگلیسی: Max Casella) (زاده ۶ ژوئن ۱۹۶۷) بازیگر آمریکایی است. از فیلم‌های معروف او می‌توان به وایلد کارد، تحلیل این، چرخ شگفت‌انگیز، گروهبان بیلکو، عنکبوت‌های کاغذی و آزمون و خطا اشاره کرد.